# Złość (album)
Złość – dziewiąty solowy album polskiej piosenkarki Krystyny Prońko.
Nagrania zarejestrowano w Studiu S-3 Polskiego Radia S.A. w Warszawie, z wyjątkiem utworów „Wesoły wędrowiec” i „Księżycowa noc”, które wyprodukowane zostały w Music Projects Studio w Katowicach. Płyta CD i kaseta magnetofonowa wyprodukowane zostały i wydane na początku 1998 przez firmę P.M. Krystyna Prońko (PMCD 002 i PMMC 002).

## Muzycy
- Krystyna Prońko – śpiew
- Zbigniew Lewandowski – perkusja (oprócz: „Złość”)
- Tomasz Grabowy – gitara basowa
- Piotr Matuszczyk – fortepian, instrumenty klawiszowe
- Artur Lesicki – gitara
- Marek Napiórkowski – gitara
- Piotr Prońko – saksofon altowy
- Paweł Serafiński – fortepian, organy, programowanie perkusji (w „Złość”)
- Bartłomiej Serafiński – rap
- Paweł Grabowski – rap
- Chór Alla Polacca przy Teatrze Wielkim - Operze Narodowej w Warszawie p/dyr Sabiny Włodarskiej

## Lista utworów
Strona A
| 1.  | "Złość"                                     | 3:46  |
|     |                                             |       |
| 2.  | "Pieśń V"                                   | 3:22  |
|     |                                             |       |
| 3.  | "10 w skali Beauforta"                      | 3:25  |
|     |                                             |       |
| 4.  | "A gdzie są te drogi"                       | 3:18  |
|     |                                             |       |
| 5.  | "Ty wiesz najlepiej"                        | 4:27  |
|     |                                             |       |
| 6.  | "Wesoły wędrowiec"                          | 2:57  |
|     |                                             |       |
| 7.  | "Opadają mi ręce"                           | 3:43  |
|     |                                             |       |
| 8.  | "Zaprzęgnę słońce, osiodłam chmury"         | 2:52  |
|     |                                             |       |
| 9.  | "To nie sen"                                | 4:33  |
|     |                                             |       |
| 10. | "Pocałuj na dobranoc"                       | 3:57  |
|     |                                             |       |
| 11. | "Księżycowa noc"                            | 3:00  |
|     |                                             |       |
| 12. | "Impromptu"                                 | 4:19  |
|     |                                             |       |
| 13. | "Pocałuj na dobranoc" wersja instrumentalna | 3:57  |
|     |                                             |       |
| 14. | "Złość (nieprzytomny mix)"                  | 4:47  |
|     |                                             |       |
|     |                                             | 52:23 |
|     |                                             |       |

## Informacje uzupełniające
- Produkcja nagrań – P.M. Krystyna Prońko
- Realizacja dźwięku – Zbigniew Malecki („Wesoły wędrowiec”, „Księżycowa noc”)
- Realizacja dźwięku – Andrzej Martyniak
- Mastering – Musicin Krzysztof Kuraszkiewicz (1, 2, 7, 12)
- Mastering – Ewa Guziołek-Tubelewicz
- Nieprzytomny mix piosenki Złość – Mieczysław Felecki (Groove Labs)
- Projekt graficzny okładki – Carte Blanche
- Zdjęcie – Sergiusz Sachno
- Rysunek – Tomasz Buszkiewicz
- Koordynacja realizacji produkcji – Michał Jarkiewicz